# Draft 2001 de la NFL
2000 2002
La draft 2001 de la NFL est la 66e draft annuelle de la National Football League, permettant aux franchises de football américain de sélectionner des joueurs universitaires éligibles pour jouer professionnels. Elle se déroule le 21 et le 22 avril 2001 au Madison Square Garden de New York,,.
Chaque équipe se voit attribuer un choix par tour, l'ordre étant basé généralement sur l'ordre inverse de la saison précédente, l'équipe ayant le plus mauvais bilan recevant le premier choix. Les participants au Super Bowl de la saison précédente font exception à la règle: le champion, les Baltimore Ravens se voit attribuer la dernière place du draft et les deuxièmes, les Giants de New York, la 30e place à chaque tour. La draft est diffusée sur ESPN et ESPN2. En raison des échanges antérieurs, les Cowboys de Dallas et les Titans du Tennessee n’ont pas de sélections au premier tour. Plus de la moitié des joueurs sélectionnés au premier tour (17 sur 31) seraient finalement élus à au moins un Pro Bowl.
Le premier joueur sélectionné est le quarterback Michael Vick de Virginia Tech, sélectionné par les Falcons d’Atlanta après l’acquisition du premier choix dans une transaction avec les Chargers de San Diego. Vick passe six saisons avec les Falcons avant d'être condamné à 21 mois de prison pour son implication dans un réseau illégal de combats de chiens. Il reprend sa carrière avec les Eagles de Philadelphie après être libéré de prison et remporte le titre de Comeback Player of the Year en 2010.
Le quarterback de Florida State, Chris Weinke, vainqueur en 2000 du trophée Heisman, considéré comme le joueur le plus remarquable du football universitaire, est sélectionné au quatrième tour par les Carolina Panthers. Après avoir été un titulaire régulier pour les Panthers pendant sa première saison, au cours de laquelle Carolina enregistre un bilan de 1-15, Weinke ne dispute que 12 matchs sur ses cinq dernières saisons avant d'être libéré.
Drew Brees, actuel joueur des Saints de la Nouvelle-Orléans, est choisi au deuxième tour, choix numéro 32 par les San Diego Chargers.
Le dernier joueur sélectionné, qui reçoit traditionnellement le titre officieux de Mr. Irrelevant, est Tevita Ofahengaue de l'Université Brigham Young, qui est choisi par les Cardinals de l'Arizona. Ofahengaue ne joue jamais en NFL et en 2011, il est accusé d'avoir volé de l'essence d'une entreprise de construction à Salt Lake City.
Il y a 31 sélections compensatoires réparties entre 16 équipes au cours des tours 3 à 7, les Jaguars de Jacksonville et les Buffalo Bills en recevant 4 chacun. L'université de Miami est l'université avec le plus grand nombre de joueurs sélectionnés au premier tour. Dan Morgan, Damione Lewis, Santana Moss et Reggie Wayne sont tous choisis à ce stade. Toutefois, sur l’ensemble de la draft, l’Université de Floride a le plus grand nombre de joueurs sélectionnés, soit neuf par rapport aux sept joueurs de Miami.
Aucune équipe ne choisit de réclamer des joueurs dans la draft supplémentaire de 2001.

## Joueurs sélectionnés
- ° : Intronisé au Pro Football Hall of Fame
- † : Joueur sélectionné pour le Pro Bowl

### Premier tour
| Choix | Équipe                             | Joueur                 | Postes           | Université                       |
| ----- | ---------------------------------- | ---------------------- | ---------------- | -------------------------------- |
| 1     | Falcons d'Atlanta                  | Michael Vick †         | Quarterback      | Hokies de Virginia Tech          |
| 2     | Cardinals de l'Arizona             | Leonard Davis †        | Offensive guard  | Longhorns du Texas               |
| 3     | Browns de Cleveland                | Gerard Warren          | Defensive tackle | Gators de la Floride             |
| 4     | Bengals de Cincinnati              | Justin Smith †         | Defensive end    | Tigers du Missouri               |
| 5     | Chargers de San Diego              | LaDainian Tomlinson °  | Running back     | Horned Frogs de TCU              |
| 6     | Patriots de la Nouvelle-Angleterre | Richard Seymour †      | Defensive tackle | Bulldogs de la Géorgie           |
| 7     | 49ers de San Francisco             | Andre Carter †         | Defensive end    | Golden Bears de la Californie    |
| 8     | Bears de Chicago                   | David Terrell          | Wide receiver    | Wolverines du Michigan           |
| 9     | Seattle Seahawks                   | Koren Robinson †       | Wide receiver    | Wolfpack de North Carolina State |
| 10    | Green Bay Packers                  | Jamal Reynolds         | Defensive end    | Seminoles de Florida State       |
| 11    | Panthers de la Caroline            | Dan Morgan †           | Linebacker       | Hurricanes de Miami              |
| 12    | St. Louis Rams                     | Damione Lewis          | Defensive tackle | Hurricanes de Miami              |
| 13    | Jaguars de Jacksonville            | Marcus Stroud †        | Defensive tackle | Bulldogs de la Géorgie           |
| 14    | Buccaneers de Tampa Bay            | Kenyatta Walker        | Offensive tackle | Gators de la Floride             |
| 15    | Redskins de Washington             | Rod Gardner            | Wide receiver    | Tigers de Clemson                |
| 16    | Jets de New York                   | Santana Moss †         | Wide receiver    | Hurricanes de Miami              |
| 17    | Seahawks de Seattle                | Steve Hutchinson °     | Offensive guard  | Wolverines du Michigan           |
| 18    | Detroit Lions                      | Jeff Backus            | Offensive tackle | Wolverines du Michigan           |
| 19    | Steelers de Pittsburgh             | Casey Hampton †        | Nose tackle      | Longhorns du Texas               |
| 20    | Rams de Saint-Louis                | Adam Archuleta         | Strong safety    | Sun Devils d'Arizona State       |
| 21    | Bills de Buffalo                   | Nate Clements †        | Cornerback       | Buckeyes d'Ohio State            |
| 22    | New York Giants                    | Will Allen             | Cornerback       | Orange de Syracuse               |
| 23    | Saints de La Nouvelle-Orléans      | Deuce McAllister †     | Running back     | Rebels d'Ole Miss                |
| 24    | Broncos de Denver                  | Willie Middlebrooks    | Cornerback       | Golden Gophers du Minnesota      |
| 25    | Eagles de Philadelphie             | Freddie Mitchell       | Wide receiver    | Bruins d'UCLA                    |
| 26    | Dolphins de Miami                  | Jamar Fletcher         | Defensive back   | Badgers du Wisconsin             |
| 27    | Vikings du Minnesota               | Michael Bennett (en) † | Running back     | Badgers du Wisconsin             |
| 28    | Raiders d'Oakland                  | Derrick Gibson         | Defensive back   | Seminoles de Florida State       |
| 29    | Rams de Saint-Louis                | Ryan Pickett           | Defensive tackle | Buckeyes d'Ohio State            |
| 30    | Colts d'Indianapolis               | Reggie Wayne †         | Wide receiver    | Hurricanes de Miami              |
| 31    | Ravens de Baltimore                | Todd Heap †            | Tight end        | Sun Devils d'Arizona State       |

### Échanges premier tour
Légende. PD = échange pré-draft D = échange durant la draft
1. #1: Chargers - Falcons (PD): Les Chargers de San Diego, qui détiennent le premier choix, ne réussissent pas à conclure un contrat avec Michael Vick dans les semaines qui précèdent la draft. La veille de la draft, San Diego échange ce choix aux Atlanta Falcons pour les sélections du premier tour (n ° 5) et du troisième tour (n ° 67) d'Atlanta; et le wide receiver/ kick returner Tim Dwight[11].
2. #5: Atlanta - San Diego (PD). voir #1: San Diego → Atlanta[11].
3. #7: échanges multiples: Dallas → Seattle (PD): Les Cowboys de Dallas échangent cette sélection avec leur choix de première ronde (19) lors de la draft de la NFL en 2000 avec les Seahawks de Seattle contre le wide receiver Joey Galloway[12]. Seattle → San Francisco (D): Seattle échange ce choix avec une sélection de sixième tour (n ° 191) aux 49ers de San Francisco pour des sélections de premier tour (n ° 9), de troisième tour (n ° 82) et de septième tour (n ° 222)[13].
4. #9: San Francisco - Seattle (D). voir #7: Seattle → San Francisco[13]
5. # 10: Seattle - Green Bay (PD): Les Packers de Green Bay acquièrent ce choix avec une sélection de troisième tour (n ° 72) des Seahawks de Seattle en échange du quarterback Matt Hasselbeck et du choix de premier tour de Green Bay (n ° 17)[14].
6. # 12: Kansas City - Saint-Louis (PD): Les Kansas City Chiefs échange ce choix avec une sélection de deuxième tour (n ° 42) aux Rams de Saint-Louis en échange du quarterback Trent Green et d’un choix de cinquième tour (n ° 150)[15].
7. #14: Buffalo - Tampa Bay (D): Les Buccaneers de Tampa Bay achètent cette sélection aux Bills de Buffalo en échange des choix du premier tour (n ° 21) et du deuxième tour (n ° 51)[16].
8. # 16: Pittsburgh - Jets de New York (D): Les Jets de New York obtiennent cette sélection des Steelers de Pittsburgh en échange des choix du premier tour (19), du quatrième tour (111) et du sixième tour (181) de New York[17].
9. #17: Green Bay - Seattle (PD): voir #10: Seattle → Green Bay[14].
10. #19: Jets de New York - Pittsburgh (D): voir #16: Pittsburgh → Jets de New York[17].
11. #21: Tampa Bay - Buffalo (D). voir #14: Buffalo → Tampa Bay[16].
12. #22: Indianapolis - Giants de New York (D): Les Giants de New York obtiennent ce choix des Colts d'Indianapolis en échange de leurs sélections de premier tour (n ° 30), troisième tour (n ° 91) et sixième (n ° 193)[18].
13. #29: Tennessee - St. Louis (PD): Les Titans du Tennessee échangent cette sélection aux Rams de St. Louis pour l'aile défensive Kevin Carter en mars 2001[19].
14. #30: Giants de New York - Indianapolis (D). voir #22: Indianapolis → Giants de New York[18].

### Deuxième tour
| Choix | Équipe                             | Joueur                | Postes           | Université                       |
| ----- | ---------------------------------- | --------------------- | ---------------- | -------------------------------- |
| 32    | Chargers de San Diego              | Drew Brees †          | Quarterback      | Boilermakers de Purdue           |
| 33    | Browns de Cleveland                | Quincy Morgan         | Wide receiver    | Wildcats de Kansas State         |
| 34    | Cardinals de l'Arizona             | Kyle Vanden Bosch †   | Defensive end    | Cornhuskers du Nebraska          |
| 35    | Falcons d'Atlanta                  | Alge Crumpler †       | Tight end        | Tar Heels de la Caroline du Nord |
| 36    | Bengals de Cincinnati              | Chad Johnson †        | Wide receiver    | Beavers d'Oregon State           |
| 37    | Colts d'Indianapolis               | Idrees Bashir         | Free safety      | Tigers de Memphis                |
| 38    | Bears de Chicago                   | Anthony Thomas        | Running back     | Wolverines du Michigan           |
| 39    | Steelers de Pittsburgh             | Kendrell Bell †       | Linebacker       | Bulldogs de la Géorgie           |
| 40    | Seahawks de Seattle                | Ken Lucas             | Cornerback       | Rebels d'Ole Miss                |
| 41    | Packers de Green Bay               | Robert Ferguson       | Wide receiver    | Aggies de Texas A&M              |
| 42    | Rams de Saint-Louis                | Tommy Polley          | Linebacker       | Seminoles de Florida State       |
| 43    | Jaguars de Jacksonville            | Maurice Williams      | Offensive tackle | Wolverines du Michigan           |
| 44    | Panthers de la Caroline            | Kris Jenkins (en) †   | Defensive tackle | Terrapins du Maryland            |
| 45    | Redskins de Washington             | Fred Smoot (en)       | Cornerback       | Bulldogs de Mississippi State    |
| 46    | Bills de Buffalo                   | Aaron Schobel (en) †  | Defensive end    | Horned Frogs de TCU              |
| 47    | 49ers de San Francisco             | Jamie Winborn (en)    | Linebacker       | Commodores de Vanderbilt         |
| 48    | Patriots de la Nouvelle-Angleterre | Matt Light †          | Offensive tackle | Boilermakers de Purdue           |
| 49    | Jets de New York                   | LaMont Jordan         | Running back     | Terrapins du Maryland            |
| 50    | Lions de Détroit                   | Dominic Raiola (en)   | Centre           | Cornhuskers du Nebraska          |
| 51    | Broncos de Denver                  | Paul Toviessi         | Defensive end    | Thundering Herd de Marshall      |
| 52    | Dolphins de Miami                  | Chris Chambers (en) † | Wide receiver    | Badgers du Wisconsin             |
| 53    | Cowboys de Dallas                  | Quincy Carter (en)    | Quarterback      | Bulldogs de la Géorgie           |
| 54    | Cardinals de l'Arizona             | Michael Stone (en)    | Defensive back   | Tigers de Memphis                |
| 55    | Eagles de Philadelphie             | Quinton Caver (en)    | Linebacker       | Razorbacks de l'Arkansas         |
| 56    | Cowboys de Dallas                  | Tony Dixon (en)       | Defensive back   | Crimson Tide de l'Alabama        |
| 57    | Vikings du Minnesota               | Willie Howard (en)    | Defensive tackle | Cardinal de Stanford             |
| 58    | Bills de Buffalo                   | Travis Henry †        | Halfback         | Volunteers du Tennessee          |
| 59    | Raiders d'Oakland                  | Marques Tuiasosopo    | Quarterback      | Huskies de Washington            |
| 60    | Titans du Tennessee                | Andre Dyson (en)      | Cornerback       | Utes de l'Utah                   |
| 61    | Lions de Détroit                   | Shaun Rogers (en) †   | Nose tackle      | Longhorns du Texas               |
| 62    | Ravens de Baltimore                | Gary Baxter (en)      | Defensive back   | Bears de Baylor                  |

### Échanges deuxième tour
Légende. PD = échange pré-draft D = échange durant la draft
1. #37: Dallas - Indianapolis (D): Dallas échange cette sélection à Indianapolis contre les choix de deuxième tour (52e) et de troisième tour (81e) des Colts[20].
2. #39: Nouvelle-Angleterre - Pittsburgh (D): Pittsburgh achète cette sélection de la Nouvelle-Angleterre pour les choix des Steelers aux deuxième, troisième tours (n ° 50) et au quatrième tour (n ° 112)[21].
3. #41: San Francisco - Green Bay (PD): San Francisco échange cette sélection avec les sélections du troisième tour (n ° 71) et du quatrième tour (n ° 105) à Green Bay contre un deuxième tour (n ° 47), deux troisième tour (n ° 80 et n ° 82), un sixième tour (# 179) et une sélection au septième tour (# 222)[22].
4. #42: Kansas City - Saint-Louis (PD): voir #12: Kansas City - Saint-Louis[15].
5. # 47: Green Bay - San Francisco (PD): voir #41: San Francisco → Green Bay[22].
6. #48: Detroit - Nouvelle-Angleterre (D): La Nouvelle-Angleterre a acquis cette sélection de Detroit pour les sélections de deuxième tour (n ° 50) et de sixième tour (n ° 173) des Patriots[23].
7. # 50: plusieurs échanges: # 50: Pittsburgh - Nouvelle-Angleterre (D): voir #39: Nouvelle-Angleterre → Pittsburgh[21]. #50: Nouvelle-Angleterre → Detroit (D). voir n ° 48: Detroit → Nouvelle-Angleterre[23].
8. # 51: échanges multiples: #51: Tampa Bay - Buffalo (D): voir n ° 14: Buffalo → Tampa Bay[16]. # 51: Buffalo → Denver (D): Buffalo échange ce choix à Denver pour des sélections de deuxième tour (n ° 58) et de quatrième tour (n ° 110)[24].
9. # 52: échanges multiples: #52: Indianapolis - Dallas (D): voir n ° 37: Dallas → Indianapolis[20]. #52: Dallas → Miami (D): Dallas échange ce choix à Miami en échange de sélections de deuxième tour (n ° 56) et de quatrième tour (n ° 122)[20].
10. # 53: Nouvelle-Orléans - Dallas (D): Dallas acquiert cette sélection de la Nouvelle-Orléans en échange de deux sélections de troisième tour (n ° 70 et n ° 81)[20].
11. # 54: Saint-Louis - Arizona (D): St. Louis échange ce choix avec un quatrième tour(n ° 123) d'Arizona en échange du cornerback Aeneas Williams[25].
12. #56: Miami -Dallas (D): voir #52: Dallas → Miami[20].
13. #58: Denver - Buffalo (D): voir # 51: Buffalo → Denver[24].
14. # 61: NY Giants -Detroit (D): Les Giants échangent ce choix à Detroit en échange des choix des Lions de troisième tour (78) et de quatrième tour (114)[26].

### Troisième tour
choix compensatoire *
| Choix | Équipe                             | Joueur                   | Postes           | Université                       |
| ----- | ---------------------------------- | ------------------------ | ---------------- | -------------------------------- |
| 63    | Eagles de Philadelphie             | Derrick Burgess †        | Defensive end    | Rebels d'Ole Miss                |
| 64    | Cardinals de l'Arizona             | Adrian Wilson †          | Defensive back   | Wolfpack de North Carolina State |
| 65    | Browns de Cleveland                | James Jackson (NFL) (en) | Running back     | Hurricanes de Miami              |
| 66    | Bengals de Cincinnati              | Sean Brewer (en)         | Tight end        | Spartans de San Jose State       |
| 67    | Chargers de San Diego              | Tay Cody (en)            | Cornerback       | Seminoles de Florida State       |
| 68    | Bears de Chicago                   | Mike Gandy (en)          | Offensive guard  | Fighting Irish de Notre Dame     |
| 69    | Vikings du Minnesota               | Eric Kelly (en)          | Cornerback       | Wildcats du Kentucky             |
| 70    | Saints de La Nouvelle-Orléans      | Sedrick Hodge (en)       | Linebacker       | Tar Heels de la Caroline du Nord |
| 71    | Packers de Green Bay               | Bhawoh Jue (en)          | Strong safety    | Nittany Lions de Penn State      |
| 72    | Packers de Green Bay               | Torrance Marshall (en)   | Linebacker       | Sooners de l'Oklahoma            |
| 73    | Jaguars de Jacksonville            | Eric Westmoreland (en)   | Linebacker       | Volunteers du Tennessee          |
| 74    | Panthers de la Caroline            | Steve Smith †            | Wide receiver    | Utes de l'Utah                   |
| 75    | Kansas City Chiefs                 | Eric Downing (en)        | Defensive tackle | Orange de Syracuse               |
| 76    | Bills de Buffalo                   | Ron Edwards. (en)        | Defensive tackle | Aggies de Texas A&M              |
| 77    | Kansas City Chiefs                 | Snoop Minnis (en)        | Wide receiver    | Seminoles de Florida State       |
| 78    | Giants de New York                 | William James. (en)      | Cornerback       | Leathernecks de Western Illinois |
| 79    | Jets de New York                   | Kareem McKenzie (en)     | Offensive tackle | Nittany Lions de Penn State      |
| 80    | 49ers de San Francisco             | Kevan Barlow (en)        | Running back     | Panthers de Pittsburgh           |
| 81    | Saints de La Nouvelle-Orléans      | Kenny Smith. (en)        | Defensive tackle | Crimson Tide de l'Alabama        |
| 82    | Seahawks de Seattle                | Heath Evans (en)         | Running back     | Tigers d'Auburn                  |
| 83    | Rams de Saint-Louis                | Brian Allen (en)         | Linebacker       | Seminoles de Florida State       |
| 84    | Buccaneers de Tampa Bay            | Dwight Smith (en)        | Cornerback       | Zips d'Akron                     |
| 85    | Dolphins de Miami                  | Travis Minor (en)        | Running back     | Seminoles de Florida State       |
| 86    | Patriots de la Nouvelle-Angleterre | Brock Williams (en)      | Cornerback       | Fighting Irish de Notre Dame     |
| 87    | Broncos de Denver                  | Reggie Hayward (en)      | Defensive end    | Cyclones d'Iowa State            |
| 88    | Dolphins de Miami                  | Morlon Greenwood (en)    | Linebacker       | Orange de Syracuse               |
| 89    | Raiders d'Oakland                  | DeLawrence Grant (en)    | Defensive end    | Beavers d'Oregon State           |
| 90    | Titans du Tennessee                | Shad Meier (en)          | Tight end        | Wildcats de Kansas State         |
| 91    | Colts d'Indianapolis               | Cory Bird (en)           | Defensive back   | Hokies de Virginia Tech          |
| 92    | Ravens de Baltimore                | Casey Rabach (en)        | Centre           | Badgers du Wisconsin             |
| 93*   | Cowboys de Dallas                  | Willie Blade (en)        | Defensive tackle | Bulldogs de Mississippi State    |
| 94*   | Jaguars de Jacksonville            | James Boyd. (en)         | Defensive back   | Nittany Lions de Penn State      |
| 95*   | Bills de Buffalo                   | Jonas Jennings (en)      | Offensive tackle | Bulldogs de la Géorgie           |

### Échanges troisième tour
Légende. PD = échange pré-draft D = échange durant la draft
1. #63: San Diego - Philadelphie (D): Philadelphie achète ce choix à San Diego en échange d’une sélection de quatrième tour (n ° 111) dans le draft de la NFL en 2000[27].
2. #67: Atlanta - San Diego (PD): voir #1: San Diego → Atlanta[11].
3. #69: Nouvelle-Angleterre - Minnesota (D): Le Minnesota acquiert cette sélection de la Nouvelle-Angleterre en échange des choix des Vikings pour les troisième et quatrième tours (n ° 86 et n ° 119)[28].
4. #70: Dallas - Nouvelle-Orléans (D): voir #53: Nouvelle-Orléans → Dallas[20].
5. #71: San Francisco - Green Bay (PD): voir #41: San Francisco → Green Bay[22].
6. #72: Seattle - Green Bay (PD): voir #10: Seattle → Green Bay[14].
7. # 77: Washington - Kansas City (PD): Kansas City reçoit cette sélection ainsi qu'une autre sélection de troisième tour (n ° 84) dans la draft 2002 de la NFL de Washington, en compensation du fait que Washington ait embauché l'entraîneur-chef Marty Schottenheimer, qui est resté sous contrat avec les Chiefs après avoir démissionné de son poste après la saison 1998[29].
8. #78: Detroit - NY Giants (D): voir # 61: NY Giants → Detroit[26].
9. #80: Green Bay - San Francisco (PD): voir #41: San Francisco → Green Bay[22].
10. #81: échanges multiples: #81: Indianapolis - Dallas (D): voir #37: Dallas → Indianapolis[20]. # 81: Dallas - Nouvelle-Orléans (D): voir #53: Nouvelle-Orléans → Dallas[20].
11. # 82: échanges multiples: # 82: Nouvelle-Orléans - Green Bay (PD): La Nouvelle-Orléans échange cette sélection avec le linebacker K. D. Williams à Green Bay contre le quarterback Aaron Brooks et le tight end Lamont Hall[30]. # 82: Green Bay - San Francisco (PD): voir #41: San Francisco → Green Bay[22]. #82: San Francisco - Seattle (D): voir #7: Seattle → San Francisco[13].
12. #86: Minnesota - Nouvelle-Angleterre (D): voir #69: Nouvelle-Angleterre → Minnesota[28].
13. #88: Philadelphie - Miami (D): Miami acquiert cette sélection avec un choix de sixième tour (n ° 187) de Philadelphie en échange de la sélection de deuxième tour des Dolphins (n ° 59) dans le draft de la NFL de 2002[31].
14. #91: Giants de New York - Indianapolis (D): voir #22: Indianapolis → Giants de New York[18].

### Quatrième tour
choix compensatoire *
| Choix | Équipe                             | Joueur                   | Postes           | Université                             |
| ----- | ---------------------------------- | ------------------------ | ---------------- | -------------------------------------- |
| 96    | Patriots de la Nouvelle-Angleterre | Kenyatta Jones (en)      | Offensive tackle | Bulls de South Florida                 |
| 97    | Browns de Cleveland                | Anthony Henry (en)       | Defensive back   | Bulls de South Florida                 |
| 98    | Cardinals de l'Arizona             | Bill Gramatica (en)      | Kicker           | Bulls de South Florida                 |
| 99    | Falcons d'Atlanta                  | Roberto Garza (en)       | Centre           | Javelinas de Texas A&M–Kingsville (en) |
| 100   | Bengals de Cincinnati              | Rudi Johnson †           | Running back     | Tigers d'Auburn                        |
| 101   | Jets de New York                   | Jamie Henderson (en)     | Defensive back   | Bulldogs de la Géorgie                 |
| 102   | Falcons d'Atlanta                  | Matt Stewart (en)        | Linebacker       | Commodores de Vanderbilt               |
| 103   | Bears de Chicago                   | Karon Riley (en)         | Defensive end    | Golden Gophers du Minnesota            |
| 104   | Seahawks de Seattle                | Orlando Huff (en)        | Linebacker       | Bulldogs de Fresno State               |
| 105   | Packers de Green Bay               | Bill Ferrario (en)       | Offensive guard  | Badgers du Wisconsin                   |
| 106   | Panthers de la Caroline            | Chris Weinke             | Quarterback      | Seminoles de Florida State             |
| 107   | Kansas City Chiefs                 | Monty Beisel (en)        | Defensive end    | Wildcats de Kansas State               |
| 108   | Kansas City Chiefs                 | George Layne (en)        | Running back     | Horned Frogs de TCU                    |
| 109   | Redskins de Washington             | Sage Rosenfels (en)      | Quarterback      | Cyclones d'Iowa State                  |
| 110   | Bills de Buffalo                   | Brandon Spoon (en)       | Linebacker       | Tar Heels de la Caroline du Nord       |
| 111   | Steelers de Pittsburgh             | Mathias Nkwenti (en)     | Offensive tackle | Owls de Temple                         |
| 112   | Chargers de San Diego              | Carlos Polk (en)         | Linebacker       | Cornhuskers du Nebraska                |
| 113   | Broncos de Denver                  | Ben Hamilton (en)        | Centre           | Golden Gophers du Minnesota            |
| 114   | Giants de New York                 | Cedric Scott (en)        | Defensive end    | Golden Eagles de Southern Miss         |
| 115   | Saints de La Nouvelle-Orléans      | Moran Norris (en)        | Running back     | Jayhawks du Kansas                     |
| 116   | Rams de Saint-Louis                | Milton Wynn (en)         | Wide receiver    | Cougars de Washington State            |
| 117   | Buccaneers de Tampa Bay            | John Howell (en)         | Defensive back   | Rams de Colorado State                 |
| 118   | Colts d'Indianapolis               | Ryan Diem (en)           | Offensive guard  | Huskies de Northern Illinois           |
| 119   | Patriots de la Nouvelle-Angleterre | Jabari Holloway (en)     | Tight end        | Fighting Irish de Notre Dame           |
| 120   | Broncos de Denver                  | Nick Harris (en)         | Punter           | Golden Bears de la Californie          |
| 121   | Eagles de Philadelphie             | Correll Buckhalter (en)  | Running back     | Cornhuskers du Nebraska                |
| 122   | Cowboys de Dallas                  | Markus Steele (en)       | Linebacker       | Trojans d'USC                          |
| 123   | Cardinals de l'Arizona             | Marcus Bell (en)         | Defensive tackle | Tigers de Memphis                      |
| 124   | Titans du Tennessee                | Justin McCareins (en)    | Wide receiver    | Huskies de Northern Illinois           |
| 125   | Giants de New York                 | Jesse Palmer (en)        | Quarterback      | Gators de la Floride                   |
| 126   | Ravens de Baltimore                | Edgerton Hartwell (en)   | Linebacker       | Leathernecks de Western Illinois       |
| 127*  | Seahawks de Seattle                | Curtis Fuller (en)       | Defensive back   | Horned Frogs de TCU                    |
| 128*  | Seahawks de Seattle                | Floyd Womack (en)        | Offensive guard  | Bulldogs de Mississippi State          |
| 129*  | Rams de Saint-Louis                | Brandon Manumaleuna (en) | Tight end        | Wildcats de l'Arizona                  |
| 130*  | Vikings du Minnesota               | Shawn Worthen (en)       | Defensive tackle | Horned Frogs de TCU                    |
| 131*  | Vikings du Minnesota               | Cedric James (en)        | Wide receiver    | Horned Frogs de TCU                    |

### Échanges quatrième tour
Légende. PD = échange pré-draft D = échange durant la draft
1. #96: San Diego - Nouvelle-Angleterre (D): San Diego transfère cette sélection à la Nouvelle-Angleterre en échange de sélections de quatrième tour (n ° 112) et de cinquième tour (n ° 139)[23].
2. #101: Nouvelle-Angleterre - NY Jets (PD): La Nouvelle-Angleterre envoie cette sélection avec son choix de premier tour (n ° 16) de la draft de la NFL de 2000 et une sélection de septième tour (n ° 206) pour les Jets en compensation de l’embauche, en janvier 2000, de l'entraîneur en chef Bill Belichick qui est sous contrat aux Jets. Les Jets envoient aux Patriots un cinquième tour (n ° 149) dans cette draft ainsi qu'un choix au septième tour (n ° 234) dans la draft de 2002 dans le cadre de la transaction Belichick[32].
3. #102: Dallas - Atlanta (PD): Avant la saison 2000, Dallas échange cette sélection contre une sélection de septième tour (n ° 217) lors de la draft de la NFL en 2002 à Atlanta, en échange du tight end, O. J. Santiago[33].
4. #105: San Francisco - Green Bay (PD): voir #41: San Francisco → Green Bay[22].
5. #108: Jacksonville - Kansas City (PD): Avant la saison 2000, Jacksonville échange cette sélection à Kansas City en échange du guard Brenden Stai. Le choix conditionnel devient un quatrième tour (plutôt qu'un cinquième) depuis que Stai a commencé les 16 jeux pour les Jaguars[34].
6. #110: Denver - Buffalo (D): voir #51: Buffalo → Denver[24].
7. #111: Jets de New York - Pittsburgh (D): voir #16: Pittsburgh → Jets de New York[17].
8. #112: échanges multiples: #112: Pittsburgh - Nouvelle-Angleterre (D): voir #39: Nouvelle-Angleterre → Pittsburgh[21]. #112: Nouvelle-Angleterre - San Diego (D): voir #96 San Diego → Nouvelle-Angleterre[23].
9. #113: Green Bay - Denver (PD): Green Bay échange cette sélection à Denver en août 2000 en échange du linebacker Nate Wayne[35].
10. #114: Detroit - NY Giants (D): voir #61: NY Giants → Detroit[26].
11. #119: Minnesota - Nouvelle-Angleterre (D): voir #69: Nouvelle-Angleterre → Minnesota[28].
12. #122: Miami - Dallas (D): voir #52: Dallas → Miami[20].
13. #123: plusieurs échanges: #123: Oakland → St. Louis (PD): Oakland échange ce choix à Saint-Louis en échange du tight end Roland Williams, agent libre restreint[36]. #123: St. Louis - Arizona (D): voir n ° 54: St. Louis → Arizona[25].

### Cinquième tour
choix compensatoire *
| Choix | Équipe                             | Joueur                  | Postes           | Université                            |
| ----- | ---------------------------------- | ----------------------- | ---------------- | ------------------------------------- |
| 132   | Chargers de San Diego              | Elliot Silvers          | Offensive tackle | Huskies de Washington                 |
| 133   | Cardinals de l'Arizona             | Mario Fatafehi (en)     | Defensive tackle | Wildcats de Kansas State              |
| 134   | Browns de Cleveland                | Jeremiah Pharms (en)    | Linebacker       | Huskies de Washington                 |
| 135   | Bengals de Cincinnati              | Victor Leyva (en)       | Offensive guard  | Sun Devils d'Arizona State            |
| 136   | Falcons d'Atlanta                  | Vinny Sutherland (en)   | Wide receiver    | Boilermakers de Purdue                |
| 137   | Cowboys de Dallas                  | Matt Lehr (en)          | Centre           | Hokies de Virginia Tech               |
| 138   | Bears de Chicago                   | Bernard Robertson (en)  | Offensive guard  | Green Wave de Tulane                  |
| 139   | Chargers de San Diego              | Zeke Moreno (en)        | Linebacker       | Trojans d'USC                         |
| 140   | Seahawks de Seattle                | Alex Bannister (en) †   | Wide receiver    | Colonels d'Eastern Kentucky (en)      |
| 141   | Kansas City Chiefs                 | Billy Baber (en)        | Tight end        | Cavaliers de la Virginie              |
| 142   | Jaguars de Jacksonville            | David Leaverton         | Punter           | Volunteers du Tennessee               |
| 143   | Panthers de la Caroline            | Jarrod Cooper (en)      | Defensive back   | Wildcats de Kansas State              |
| 144   | Bills de Buffalo                   | Marques Sullivan (en)   | Offensive tackle | Fighting Illini de l'Illinois         |
| 145   | Rams de Saint-Louis                | Jerametrius Butler (en) | Cornerback       | Wildcats de Kansas State              |
| 146   | Steelers de Pittsburgh             | Chukky Okobi (en)       | Centre           | Boilermakers de Purdue                |
| 147   | Eagles de Philadelphie             | Tony Stewart (en)       | Tight end        | Nittany Lions de Penn State           |
| 148   | Lions de Détroit                   | Scotty Anderson (en)    | Wide receiver    | Tigers de Grambling State (en)        |
| 149   | Lions de Détroit                   | Mike McMahon            | Quarterback      | Scarlet Knights de Rutgers            |
| 150   | Kansas City Chiefs                 | Derrick Blaylock (en)   | Running back     | Lumberjacks de Stephen F. Austin (en) |
| 151   | Buccaneers de Tampa Bay            | Russ Hochstein (en)     | Offensive guard  | Cornhuskers du Nebraska               |
| 152   | Colts d'Indianapolis               | Raymond Walls (en)      | Defensive back   | Golden Eagles de Southern Miss        |
| 153   | Saints de La Nouvelle-Orléans      | Onome Ojo               | Wide receiver    | Aggies d'UC Davis                     |
| 154   | Redskins de Washington             | Darnerien McCants (en)  | Wide receiver    | Hornets de Delaware State (en)        |
| 155   | Eagles de Philadelphie             | A.J. Feeley (en)        | Quarterback      | Ducks de l'Oregon                     |
| 156   | Dolphins de Miami                  | Shawn Draper (en)       | Offensive tackle | Crimson Tide de l'Alabama             |
| 157   | Vikings du Minnesota               | Patrick Chukwurah (en)  | Linebacker       | Cowboys du Wyoming                    |
| 158   | Raiders d'Oakland                  | Raymond Perryman        | Defensive back   | Lumberjacks de Northern Arizona       |
| 159   | Titans du Tennessee                | Eddie Berlin (en)       | Wide receiver    | Panthers de Northern Iowa             |
| 160   | Giants de New York                 | Jon Markham             | Kicker           | Commodores de Vanderbilt              |
| 161   | Ravens de Baltimore                | Chris Barnes            | Running back     | Aggies de New Mexico State            |
| 162*  | Giants de New York                 | Jonathan Carter (en)    | Wide receiver    | Trojans de Troy                       |
| 163*  | Patriots de la Nouvelle-Angleterre | Hakim Akbar (en)        | Defensive back   | Huskies de Washington                 |

### Échanges cinquième tour
Légende. PD = échange pré-draft D = échange durant la draft
1. #139: Nouvelle-Angleterre - San Diego (D). voir #96: San Diego → Nouvelle-Angleterre[23].
2. #145: Washington - Saint-Louis (D). Washington échange cette sélection à Saint-Louis en échange de sélections de cinquième tour (n ° 154) et de sixième tour (n ° 186)[37].
3. #147: Green Bay - Philadelphie (D). Green Bay cède cette sélection à Philadelphie en août 2000 en échange du spécialiste des retours, Allen Rossum. La sélection était conditionnelle aux résultats d'un précédent commerce conditionnel que les Packers avaient conclu avec les Broncos pour le linebacker Nate Wayne. Lorsque Wayne remplit les conditions pour déclencher la compensation de cette transaction en devenant la sélection de quatrième tour des Packers, les Eagles doivent se contenter de cette sélection de cinquième tour dans l'affaire Rossum[38].
4. #149: échanges multiples: #149: NY Jets - Nouvelle-Angleterre (PD). voir # 101: New England → NY Jets[32]. #149: Nouvelle-Angleterre - Detroit (D). La Nouvelle-Angleterre échange cette sélection à Detroit en échange des choix du sixième tour (n ° 180) et du septième tour (n ° 216) des Lions[23].
5. #150: St. Louis - Kansas City (PD). voir n ° 12: Kansas City → Saint-Louis[15].
6. #154: échanges multiples: #154: Denver - St. Louis (PD). Denver a échangé ce choix avec un choix de cinquième ronde (n ° 139) dans la draft de la NFL de 2000 à St. Louis en échange du safety Billy Jenkins[39]. #154: St. Louis - Washington (D). voir #145: Washington → St. Louis[37].

### Sixième tour
choix compensatoire *
| Choix | Équipe                             | Joueur                | Postes           | Université                        |
| ----- | ---------------------------------- | --------------------- | ---------------- | --------------------------------- |
| 164   | Dolphins de Miami                  | Brandon Winey (en)    | Offensive tackle | Tigers de LSU                     |
| 165   | Browns de Cleveland                | Michael Jameson (en)  | Cornerback       | Aggies de Texas A&M               |
| 166   | Cardinals de l'Arizona             | Bobby Newcombe (en)   | Wide receiver    | Cornhuskers du Nebraska           |
| 167   | Falcons d'Atlanta                  | Randy Garner          | Defensive end    | Razorbacks de l'Arkansas          |
| 168   | Bengals de Cincinnati              | Riall Johnson (en)    | Linebacker       | Cardinal de Stanford              |
| 169   | 49ers de San Francisco             | Cedrick Wilson (en)   | Wide receiver    | Volunteers du Tennessee           |
| 170   | Jaguars de Jacksonville            | Chad Ward (en)        | Offensive guard  | Huskies de Washington             |
| 171   | Cowboys de Dallas                  | Daleroy Stewart (en)  | Defensive tackle | Golden Eagles de Southern Miss    |
| 172   | Seahawks de Seattle                | Josh Booty            | Quarterback      | Tigers de LSU                     |
| 173   | Lions de Détroit                   | Jason Glenn (en)      | Linebacker       | Aggies de Texas A&M               |
| 174   | Buccaneers de Tampa Bay            | Jameel Cook (en)      | Running back     | Fighting Illini de l'Illinois     |
| 175   | Panthers de la Caroline            | Dee Brown (en)        | Running back     | Orange de Syracuse                |
| 176   | Kansas City Chiefs                 | Alex Sulfsted (en)    | Offensive tackle | Redhawks de Miami                 |
| 177   | Dolphins de Miami                  | Josh Heupel (en)      | Quarterback      | Sooners de l'Oklahoma             |
| 178   | Bills de Buffalo                   | Tony Driver (en)      | Defensive back   | Fighting Irish de Notre Dame      |
| 179   | 49ers de San Francisco             | Rashad Holman (en)    | Cornerback       | Cardinals de Louisville           |
| 180   | Patriots de la Nouvelle-Angleterre | Arther Love (en)      | Tight end        | Bulldogs de South Carolina State  |
| 181   | Steelers de Pittsburgh             | Rodney Bailey (en)    | Defensive end    | Buckeyes d'Ohio State             |
| 182   | Steelers de Pittsburgh             | Roger Knight (en)     | Linebacker       | Badgers du Wisconsin              |
| 183   | Buccaneers de Tampa Bay            | Ellis Wyms (en)       | Defensive tackle | Bulldogs de Mississippi State     |
| 184   | Raiders d'Oakland                  | Chris Cooper (en)     | Defensive tackle | Mavericks d'Omaha                 |
| 185   | Saints de La Nouvelle-Orléans      | Mitch White           | Offensive tackle | Beavers d'Oregon State            |
| 186   | Redskins de Washington             | Mario Monds (en)      | Defensive tackle | Bearcats de Cincinnati            |
| 187   | Dolphins de Miami                  | Otis Leverette (en)   | Defensive end    | Blazers de l'UAB                  |
| 188   | Dolphins de Miami                  | Rick Crowell          | Linebacker       | Rams de Colorado State            |
| 189   | Vikings du Minnesota               | Carey Scott           | Cornerback       | Thorobreds de Kentucky State (en) |
| 190   | Broncos de Denver                  | Kevin Kasper (en)     | Wide receiver    | Hawkeyes de l'Iowa                |
| 191   | 49ers de San Francisco             | Menson Holloway       | Defensive tackle | Miners d'UTEP                     |
| 192   | Titans du Tennessee                | Dan Alexander (en)    | Running back     | Cornhuskers du Nebraska           |
| 193   | Colts d'Indianapolis               | Jason Doering (en)    | Defensive back   | Badgers du Wisconsin              |
| 194   | Ravens de Baltimore                | Joe Maese (en)        | Centre           | Lobos du Nouveau-Mexique          |
| 195*  | Bills de Buffalo                   | Dan O'Leary (en)      | Tight end        | Fighting Irish de Notre Dame      |
| 196*  | Bills de Buffalo                   | Jimmy Williams (en)   | Cornerback       | Commodores de Vanderbilt          |
| 197*  | Rams de Saint-Louis                | Francis St. Paul (en) | Wide receiver    | Lumberjacks de Northern Arizona   |
| 198*  | Packers de Green Bay               | David Martin (en)     | Tight end        | Volunteers du Tennessee           |
| 199*  | Titans du Tennessee                | Adam Haayer (en)      | Offensive tackle | Golden Gophers du Minnesota       |
| 200*  | Patriots de la Nouvelle-Angleterre | Leonard Myers (en)    | Cornerback       | Hurricanes de Miami               |

### Échanges sixième tour
Légende. PD = échange pré-draft D = échange durant la draft
1. #164: San Diego - Miami (PD). San Diego échange ce choix à Miami en août 2000 en échange du wide receiver Nate Jacquet[40].
2. #169: Chicago - San Francisco (PD). San Francisco achète ce choix à Chicago en juin 2000 en échange du cornerback R. W. McQuarters[41].
3. #170: Nouvelle-Angleterre - Jacksonville (D). La Nouvelle-Angleterre transfère cette sélection à Jacksonville pour la sélection du cinquième tour des Jaguars (n ° 144) dans le draft de la NFL en 2002[42].
4. #173: échanges multiples: #173: San Francisco - Nouvelle-Angleterre (PD). San Francisco cède cette sélection à la Nouvelle-Angleterre en échange d'un choix de septième tour (n ° 212) dans le draft de la NFL en 2000[43]. # 112: Nouvelle-Angleterre → Detroit (D). voir #48: Detroit → Nouvelle-Angleterre[23].
5. #177: Washington - Miami (PD). Washington échange ce choix à Miami en septembre 1999 contre le defensive tackle Barron Tanner[44].
6. #179: Green Bay - San Francisco (PD). voir #41: San Francisco → Green Bay[22].
7. #180: Detroit - Nouvelle-Angleterre (D). voir #149: Nouvelle-Angleterre → Detroit[23].
8. #181: Jets de New York - Pittsburgh (D). voir #16: Pittsburgh → Jets de New York[17].
9. #184: Indianapolis - Oakland (PD). Indianapolis échange cette sélection à Oakland en échange de la sélection du septième tour des Colts (n ° 238) dans la draft de la NFL de 2000[33].
10. #186: St. Louis - Washington (D). voir #145: Washington → St. Louis[37].
11. #187 Philadelphie - Miami (D). voir #88: Philadelphie → Miami[31].
12. #191: plusieurs métiers: #191: Oakland - Seattle (PD). Oakland transfère ce choix à Seattle pour le choix de septième tour des Seahawks (n ° 231) dans le draft de la NFL en 2000[45]. #191: Seattle - San Francisco (D). voir #7: Seattle → San Francisco[13].
13. #193: Giants de New York - Indianapolis (D). voir #22: Indianapolis → Giants de New York[18].

### Septième tour
choix compensatoire * choix compensatoire supplémentaire ^
| Choix | Équipe                             | Joueur                     | Postes           | Université                       |
| ----- | ---------------------------------- | -------------------------- | ---------------- | -------------------------------- |
| 201   | Chargers de San Diego              | Brandon Gorin (en)         | Offensive tackle | Boilermakers de Purdue           |
| 202   | Cardinals de l'Arizona             | Renaldo Hill (en)          | Cornerback       | Spartans de Michigan State       |
| 203   | Browns de Cleveland                | Paul Zukauskas (en)        | Offensive guard  | Eagles de Boston College         |
| 204   | Bengals de Cincinnati              | T.J. Houshmandzadeh †      | Wide receiver    | Beavers d'Oregon State           |
| 205   | Buccaneers de Tampa Bay            | Dauntae Finger             | Tight end        | Tar Heels de la Caroline du Nord |
| 206   | Jets de New York                   | James Reed (en)            | Defensive tackle | Cyclones d'Iowa State            |
| 207   | Cowboys de Dallas                  | Colston Weatherington (en) | Defensive end    | Mules de Central Missouri (en)   |
| 208   | Bears de Chicago                   | John Capel                 | Wide receiver    | Gators de la Floride             |
| 209   | 49ers de San Francisco             | Alex Lincoln (en)          | Linebacker       | Tigers d'Auburn                  |
| 210   | Seahawks de Seattle                | Harold Blackmon (en)       | Defensive back   | Wildcats de Northwestern         |
| 211   | Panthers de la Caroline            | Louis Williams (en)        | Centre           | Tigers de LSU                    |
| 212   | Kansas City Chiefs                 | Shaunard Harts (en)        | Defensive back   | Broncos de Boise State           |
| 213   | Jaguars de Jacksonville            | Anthony Denman (en)        | Linebacker       | Fighting Irish de Notre Dame     |
| 214   | Bills de Buffalo                   | Reggie Germany (en)        | Wide receiver    | Buckeyes d'Ohio State            |
| 215   | Falcons d'Atlanta                  | Korey Hall                 | Defensive back   | Mountaineers d'Appalachian State |
| 216   | Patriots de la Nouvelle-Angleterre | Owen Pochman (en)          | Kicker           | Cougars de BYU                   |
| 217   | Jets de New York                   | Tupe Peko (en)             | Offensive guard  | Spartans de Michigan State       |
| 218   | Steelers de Pittsburgh             | Chris Taylor               | Wide receiver    | Aggies de Texas A&M              |
| 219   | Falcons d'Atlanta                  | Kynan Forney (en)          | Offensive guard  | Rainbow Warriors d'Hawaï         |
| 220   | Colts d'Indianapolis               | Rick DeMulling (en)        | Offensive guard  | Vandals de l'Idaho               |
| 221   | Saints de La Nouvelle-Orléans      | Ennis Davis                | Defensive tackle | Trojans d'USC                    |
| 222   | Seahawks de Seattle                | Dennis Norman (en)         | Offensive tackle | Tigers de Princeton              |
| 223   | Buccaneers de Tampa Bay            | Than Merrill (en)          | Defensive back   | Bulldogs de Yale                 |
| 224   | 49ers de San Francisco             | Eric Johnson               | Tight end        | Bulldogs de Yale                 |
| 225   | Vikings du Minnesota               | Brian Crawford             | Offensive tackle | Wolves de Western Oregon (en)    |
| 226   | Falcons d'Atlanta                  | Ronald Flemons (en)        | Defensive end    | Aggies de Texas A&M              |
| 227   | Panthers de la Caroline            | Mike Roberg (en)           | Tight end        | Vandals de l'Idaho               |
| 228   | Raiders d'Oakland                  | Derek Combs (en)           | Defensive back   | Buckeyes d'Ohio State            |
| 229   | Raiders d'Oakland                  | Ken-Yon Rambo (en)         | Wide receiver    | Buckeyes d'Ohio State            |
| 230   | Giants de New York                 | Ross Kolodziej (en)        | Defensive tackle | Badgers du Wisconsin             |
| 231   | Ravens de Baltimore                | Dwayne Missouri (en)       | Defensive end    | Wildcats de Northwestern         |
| 232*  | Titans du Tennessee                | Keith Adams (en)           | Linebacker       | Tigers de Clemson                |
| 233*  | Jaguars de Jacksonville            | Marlon McCree (en)         | Free safety      | Wildcats du Kentucky             |
| 234*  | Buccaneers de Tampa Bay            | Joe Tafoya (en)            | Defensive end    | Wildcats de l'Arizona            |
| 235*  | Jaguars de Jacksonville            | Richmond Flowers III       | Wide receiver    | Mocs de Chattanooga              |
| 236*  | Falcons d'Atlanta                  | Quentin McCord (en)        | Wide receiver    | Wildcats du Kentucky             |
| 237*  | Seahawks de Seattle                | Kris Kocurek (en)          | Defensive tackle | Red Raiders de Texas Tech        |
| 238*  | Bills de Buffalo                   | Tyrone Robertson (en)      | Defensive tackle | Bulldogs de la Géorgie           |
| 239*  | Patriots de la Nouvelle-Angleterre | T.J. Turner                | Linebacker       | Spartans de Michigan State       |
| 240*  | Cowboys de Dallas                  | John Nix (en)              | Defensive tackle | Golden Eagles de Southern Miss   |
| 241*  | Jaguars de Jacksonville            | Randy Chevrier (en)        | Defensive tackle | Redmen de McGill (Canada)        |
| 242*  | Cowboys de Dallas                  | Char-ron Dorsey (en)       | Offensive tackle | Seminoles de Florida State       |
| 243*  | Kansas City Chiefs                 | Terdell Sands (en)         | Defensive tackle | Mocs de Chattanooga              |
| 244^  | Chargers de San Diego              | Robert Carswell (en)       | Defensive back   | Tigers de Clemson                |
| 245^  | Browns de Cleveland                | Andre King (en)            | Wide receiver    | Hurricanes de Miami              |
| 246^  | Cardinals de l'Arizona             | Tevita Ofahengaue          | Tight end        | Cougars de BYU                   |

### Échanges septième tour
Légende. PD = échange pré-draft D = échange durant la draft
1. #205: Atlanta - Tampa Bay (PD). Atlanta transfère ce choix à Tampa Bay en mars 2001 en échange du quarterback Eric Zeier[46].
2. #206: New England - NY Jets (PD). voir #101: New England → NY Jets[32].
3. #208: échanges multiples: #208: Chicago - Miami (PD). En avril 2000, Miami acquiert cette sélection avec une sélection de septième tour (n ° 232) dans le draft de la NFL de 2000 en échange du punter Brent Bartholomew[47]. #208: Miami - Chicago (PD). Miami renvoie cette sélection à Chicago en octobre 2000 contre Alonzo Mayes[48].
4. #215: échanges multiples: #215: Washington - Denver (PD). Washington échange ce choix avec une sélection de septième round (n ° 231) dans la draft de la NFL de 2000 à Denver en échange du cornerback Tito Paul[49]. #215: Denver - Atlanta (D). Denver échange cette sélection avec deux autres joueurs du septième tour (n ° 219 et 226) à Atlanta en échange de la sélection du quatrième tour des Falcons (n ° 112) dans le draft de la NFL de 2002[33].
5. #216: Detroit - Nouvelle-Angleterre (D). voir #149: Nouvelle-Angleterre → Detroit[23].
6. #219: échanges multiples: #219: Green Bay - Denver (PD). Green Bay a échangé cette sélection à Denver en février 2000 en échange du linebacker David Bowens[50]. #219: Denver - Atlanta (D). voir #215: Denver → Atlanta[33].
7. #222: échanges multiples: #222: St. Louis - Green Bay (PD). St. Louis a échangé cette sélection le 23 juillet 1999 à Green Bay contre le secondeur Mike Morton[51]. #222: Green Bay - San Francisco (PD). voir #41: San Francisco → Green Bay[22]. #222: San Francisco - Seattle (D). voir 7: Seattle → San Francisco[13].
8. # 219: Denver - Atlanta (D). voir #215: Denver → Atlanta[33].
9. #224: Miami - San Francisco (PD). Miami échange ce choix à Washington en mars 2000 contre le punter Matt Turk[52].
10. #227: Philadelphie - Caroline (D). Philadelphie échange cette sélection à Carolina contre Luther Broughton, un tight end[53].
11. #229: Tennessee - Oakland (PD). Le Tennessee échange cette sélection à Oakland en août 2000 contre le guard Genarro DiNapoli[54].

## Joueurs choisis par position
Les 246 joueurs choisis dans la draft sont composés de:
| Position          | Nb. |
| ----------------- | --- |
| Centers           | 6   |
| Cornerbacks       | 21  |
| Defensive Backs   | 45  |
| Defensive Ends    | 19  |
| Defensive Tackles | 21  |
| Fullbacks         | 2   |
| Linebackers       | 30  |
| Long Snapper      | 1   |
| Nose Tackles      | 6   |
| Offensive Guards  | 12  |
| Offensive Tackles | 22  |
| Placekickers      | 3   |
| Punters           | 2   |
| Quarterbacks      | 11  |
| Running backs     | 17  |
| Safeties          | 23  |
| Tight Ends        | 15  |
| Wide Receivers    | 34  |